# Корнерсвілл (Теннессі)
Корнерсвілл (англ. Cornersville) — місто (англ. town) в США, в окрузі Маршалл штату Теннессі. Населення — 1228 осіб (2020).

## Географія
Корнерсвілл розташований за координатами 35°22′31″ пн. ш. 86°52′44″ зх. д. / 35.37528° пн. ш. 86.87889° зх. д. (35.375360, -86.878866).  За даними Бюро перепису населення США в 2010 році місто мало площу 16,21 км², уся площа — суходіл. В 2017 році площа становила 14,73 км², уся площа — суходіл.

## Демографія
Згідно з переписом 2010 року, у місті мешкали 1194 особи в 476 домогосподарствах у складі 320 родин. Густота населення становила 74 особи/км².  Було 519 помешкань (32/км²).
Расовий склад населення:
| - 95,4 % — білих - 2,3 % — чорних або афроамериканців - 0,6 % — корінних американців - 0,3 % — азіатів |

До двох чи більше рас належало 1,1 %. Частка іспаномовних становила 1,8 % від усіх жителів.
За віковим діапазоном населення розподілялося таким чином: 27,2 % — особи молодші 18 років, 57,5 % — особи у віці 18—64 років, 15,3 % — особи у віці 65 років та старші. Медіана віку мешканця становила 38,2 року. На 100 осіб жіночої статі у місті припадало 87,7 чоловіків;  на 100 жінок у віці від 18 років та старших — 86,9 чоловіків також старших 18 років.
Середній дохід на одне домашнє господарство  становив 53 117 доларів США (медіана — 44 934), а середній дохід на одну сім'ю — 58 120 доларів (медіана — 50 625). Медіана доходів становила 40 694 долари для чоловіків та 31 563 долари для жінок. За межею бідності перебувало 14,5 % осіб, у тому числі 22,9 % дітей у віці до 18 років та 4,3 % осіб у віці 65 років та старших.
Цивільне працевлаштоване населення становило 580 осіб. Основні галузі зайнятості: освіта, охорона здоров'я та соціальна допомога — 25,7 %, виробництво — 17,4 %, науковці, спеціалісти, менеджери — 11,9 %, мистецтво, розваги та відпочинок — 8,8 %.